# Silkegade
Silkegade er en gade i Indre By i København. Den strækker sig fra Købmagergade til Pilestræde på nordsiden af stormagasinet Illum.
Sparekassen Bikuben blev etableret i gaden i 1857 og opførte nyt domicil i 1882 tegnet af J.D. Herholdt.

## Historie
Gaden blev anlagt i 1620. Den blev opkaldt efter Silkecompagniet, der var blevet stiftet på initiativ af kong Christian 4. i 1618. Kompagniet drev en silkefabrik på hjørnet af Pilestræde. Der blev desuden opført 14 ens huse med i alt 50 lejligheder langs med gaden efter tegninger af Hans van Steenwinckel den yngre. De blev  benyttet til at indkvartere en gruppe silkevævere fra Antwerpen (Hans Van den Meulengracht og familie[kilde mangler]), som kongen havde fået til landet for at sætte gang i en produktion af silke. Kompagniet lukkede formentlig allerede i 1631, hvor nogle af husene og en gård i Pilestræde blev omdannet til et domus misericordiæ, de fattiges centralhus. Her blev der uddelt penge og mad til fattige en gang om ugen, ligesom stedet også fungerede som arbejdsanvisning. Desuden var der en "heglestue", hvor der blev forarbejdet hør, der blev delt ud til de fattige. Forsorgen flyttede til Almindelig Hospital i 1769.
I midten af 1800-tallet åbnede skræddermesteren Poul Christian Tafdrup en butik i nr. 6. Familien boede på den anden side af gaden i nr. 5.
Sparekassen Bikuben blev etableret i gaden i 1857. Den blev oprindeligt drevet fra direktør Julius Hellmanns lejlighed i nr. 13, men i 1860 købte de bygningen i nr. 8. Arkitekten Hans Conrad Stilling fik efterfølgende til opgave at ombygge bygningen til dens brug som bank. Den blev erstattet af en ny bygning i 1880'erne.

## Bygninger og beboere
Hjørneejendommen Købmagerhus på Silkegade 1-3 / Købmagergade 22 blev opført i 1898 efter tegninger af arkitekten Chr. Hansen. Øverst på hjørnet er der en trekantsfronton og en lanternespir. På facaderne er 2., 3. og 4. sal dekoreret med forskellige ornamenter mellem vinduerne.
Nr. 5 er et af de såkaldte ildebrandshuse, der blev opført efter Københavns brand 1728. Det blev opført i 1730-1733 for snedkeren Johan von Holten. Forlaget Gyldendals grundlægger Søren Gyldendal boede her fra 1777 til 1787. Nr. 7 blev opført i 1731 for maleren Gabriel Ferdinand Milaen. Det blev forhøjet med en etage i 1834. Nr. 11 blev opført på et tidspunkt før 1877. Den blev renoveret i 1924 af arkitekten Carl Wolmar. Antikvarboghandleren Herman H.J. Lynge & Søn har holdt til her siden 1978.
Hjørneejendommen Silkegade 13 / Pilestræde 19 blev opført i 1902-1905 efter tegninger af Phillip Smidth. Den er holdt i historicistisk stil med et tårnspir på hjørnet. På hver af siderne er der desuden en toetages karnap over en bastant port.
I nr. 4 ligger Illums parkeringshus, der blev opført i 1960'erne. Det støder op til stormagasinets fløj mod Købmagergade, der blev opført i 1966-1971.
I nr. 6-8 ligger Sparekassen Bikubens tidligere hovedkontor i form af et firfløjet kompleks omkring en indre gård. Den ældste del af komplekset blev opført i 1881-1884 efter tegninger af J.D. Herholdt. Hjørnebygningen blev opført i 1927-1929 efter tegninger af Gotfred Tvede. Den yngste af de fire fløje blev opført i 1959 efter tegninger af Poul Kjærgaard. Komplekset blev fredet i 1999.